# リアル・ドリーム・ドラえもん・プロジェクト
リアル・ドリーム・ドラえもん・プロジェクト（Real Dream Doraemon Project）とは2010年までに本物のドラえもんのように二足歩行や人間と高度なコミュニケーションなどができるロボットを開発することを目標にしたバンダイのプロジェクト。2009年に未完成のままプロジェクトは終了されたが子供向けロボット開発は継続されている。
同様の計画としてロボカップは2050年に人型ロボットでサッカーのワールドカップ・チャンピオンに勝つことを目標にしている。

## 当初の企画
2002年5月11日の『2002東京おもちゃショー』で発表された、2010年までに人間と高度にコミュニケーションのできるロボットを開発するのが目的のバンダイ主導によるプロジェクト。当初発表された予定では、2002年に第1段階として音声コミュニケーションを重視した『ドラえもん・ザ・ロボット』の開発、2006年までに第2段階は画像・音声認識を組み合わせた環境認識型ロボット『ドラえもん・ザ・フレンド』を開発、そして2010年の第3段階で、完全2足歩行の論理的思考型A.I.による自己進化型ロボット『リアル・ドリーム・ドラえもん』が誕生する、という企画であった。実際に2003年1月にロボットベンチャー企業『Evolution Robotics』と視覚認識技術「Evolution Robotics Software Platform」（ERSP）の技術ライセンス提供を発表していた。しかし、経緯は不明なものの2010年頃にはバンダイ広報からプロジェクトが終了していたことが確認されている。

## 第1弾 ドラえもん･ザ･ロボット
- 販売価格1万9,800円
- 全高約265mm
- CV:大山のぶ代

テレビ･映画化25周年の2004年に発売。約750語が収録され、会話機能を搭載したロボット。約2万個を販売した。
音声認識技術を採用しユーザーとコミュニケーションをとることが可能。10数種類のセンサーが内蔵。足の底面には車輪がついているので移動ができる。拡張機能で曲に合わせて動く機能がある。
5種類のゲーム機能
- 操縦遊び: 付属のドラヤキ型リモコンにより自由に移動（足・両手・首が可動する）、自分の移動を遡る「タイムマシン機能」、障害物を感知し自動回避する「障害物センサー」、赤外線を追尾する「ドラヤキフェロモン機能」を使った操縦遊びが可能
- まねっこ遊び: 音声認識を使いドラえもんのものまねで得点を競う。1人～5人で遊べる
- ネズミゲーム: ドラえもんの発する声に従い架空のネズミからドラえもんを逃がす
- 赤青ゲーム: ドラえもんの声に合わせて両手・首を旗揚げゲームの要領で動かす
- 秘密道具ゲーム: 付属のカードを使い、ドラえもんがカードゲームのホスト役を務める

## 第2弾 My ドラえもん
- 販売価格3万1,500円
- 全高約165mm
- CV:水田わさび

ドラえもんのアニメ放映30周年記念として2009年に発売。前作より小型化･高機能化され約1,300語を収録する。発売半年で1万個を販売した。
スキットシステムにより音声認識を使わずにスムーズなコミュニケーションがとれるようになった。
目の部分にはペーパー液晶が採用され喜怒哀楽(10パターン)を表現することができる。
本体には赤外線･近接センサー･光センサー･音響センサー･温度センサーが7箇所に搭載されており、その時の状況に応じた反応する。
購買層は30代の男女を想定。ゲーム機能を廃し大人向けの玩具となっている。
ドラえもんの世界観を再現
- 四次元ポケット: ポケットを開くとスイッチが入り、ひみつ道具登場時の効果音が流れてひみつ道具の名前をしゃべる
- しっぽスイッチ: しっぽをひっぱると本体の機能が停止
- どこでもドア機能: 両手のボタンを同時に押すとどこでもドア登場時の効果音とともに行き先をイメージした効果音が流れる
- 未来デパート小包パッケージ: 未来デパートの小包をイメージしたパッケージに本体を収納できる

## 他社関連玩具
タカラトミーより2020年にオムニボットシリーズとして『こっちむいてDORAEMON』、『キミだけのともだち DORAEMON with U』が発売されている。